# Schubotzia eduardiana
Schubotzia є монотиповим
родом риб родини цихлові і складається лише з виду Schubotzia eduardiana Boulenger 1914. Мешкає у водах озер Едвард та Джордж і в каналі Казінга.